# Kalle Heikkinen (Skispringer)
Kalle Heikkinen (geboren am 16. September 1999) ist ein finnischer Skispringer.

## Werdegang
Kalle Heikkinen trat ab 2016 in ersten Wettkämpfen der Fédération Internationale de Ski, zunächst überwiegend im FIS Cup, international in Erscheinung. Er gab am 17. Dezember 2016 in Kuusamo sein Debüt im Skisprung-Continental-Cup. Mit einem 18. Platz erzielte er dabei auf Anhieb seine ersten Wertungspunkte in dieser Serie. In der Continental-Cup-Gesamtwertung der Saison 2016/17 erreichte er den 147. Rang. Bei den Nordischen Junioren-Skiweltmeisterschaften 2017 in Park City wurde er 45. im Einzelspringen und gemeinsam mit Niko Kytösaho, Eetu Nousiainen und Andreas Alamommo Sechster im Teamspringen. Beide Wettkämpfe wurden von der Normalschanze ausgetragen.
Ein Jahr später nahm Heikkinen auch an den Junioren-Skiweltmeisterschaften 2018 in Kandersteg teil, wo er sich im Einzelspringen auf den 36. Platz steigerte und im Teamspringen mit Niko Löytäinen, Jonne Veteläinen und Andreas Alamommo wie im Vorjahr Sechster wurde. In der Continental-Cup-Gesamtwertung 2017/18 belegte er den 146. Platz. Im Winter 2018/19 startete er am 24. November 2018 in Kuusamo zum ersten Mal im Skisprung-Weltcup, wobei er den 63. Platz erzielte. Bei den finnischen Meisterschaften 2019 in Taivalkoski gewann er hinter Ilkka Herola und Juho Ojala die Bronzemedaille im witterungsbedingt von der Normalschanze auf eine Schanze mittlerer Größe verlegten Einzelspringen.
Zuvor hatte er bei den Nordischen Junioren-Skiweltmeisterschaften 2019 in Lahti den 31. Platz im Einzel und an der Seite von Mico Ahonen, Niko Kytösaho und Jonne Veteläinen den zehnten Platz mit dem Team erreicht. Zudem gewann er bei den finnischen Sommer-Meisterschaften 2020 in Kuopio wiederum mit Jonne Veteläinen sowie mit Sami Saapunki die Silbermedaille im Teamspringen. Im Continental Cup verzeichnete er seine nächsten Punkteplatzierungen in der Saison 2020/21, in der er mit dem 67. Rang sein bis dahin bestes Ergebnis in der Continental-Cup-Gesamtwertung erreichte. Sein bestes Saisonresultat war ein 21. Platz, den er in Kuusamo erzielt hatte.
In der Weltcup-Saison 2021/22 startete er am 25. Februar 2022 in Lahti zum zweiten Mal im Skisprung-Weltcup. Er erzielte den 53. Platz. Am Tag darauf startete er zusammen mit Antti Aalto, Eetu Nousiainen und Niko Kytösaho auch zum ersten Mal in einem Teamwettbewerb im Weltcup. Das Quartett sprang auf Rang sechs.

## Statistik

### Continental-Cup-Platzierungen
| Saison  | Sommer | Sommer | Winter | Winter | Gesamt | Gesamt |
| Saison  | Platz  | Punkte | Platz  | Punkte | Platz  | Punkte |
| ------- | ------ | ------ | ------ | ------ | ------ | ------ |
| 2016/17 | —      | —      | 118.   | 0014   | 147.   | 0014   |
| 2017/18 | 098.   | 0007   | —      | —      | 146.   | 0007   |
| 2020/21 | —      | —      | 067.   | 0023   | 072.   | 0023   |
| 2021/22 | 090.   | 0004   | 096.   | 0015   | 123.   | 0019   |
| 2022/23 | 075.   | 0002   | 090.   | 0010   | 106.   | 0012   |
| 2023/24 | —      | —      | 088.   | 0009   | —      | —      |